# Latte art

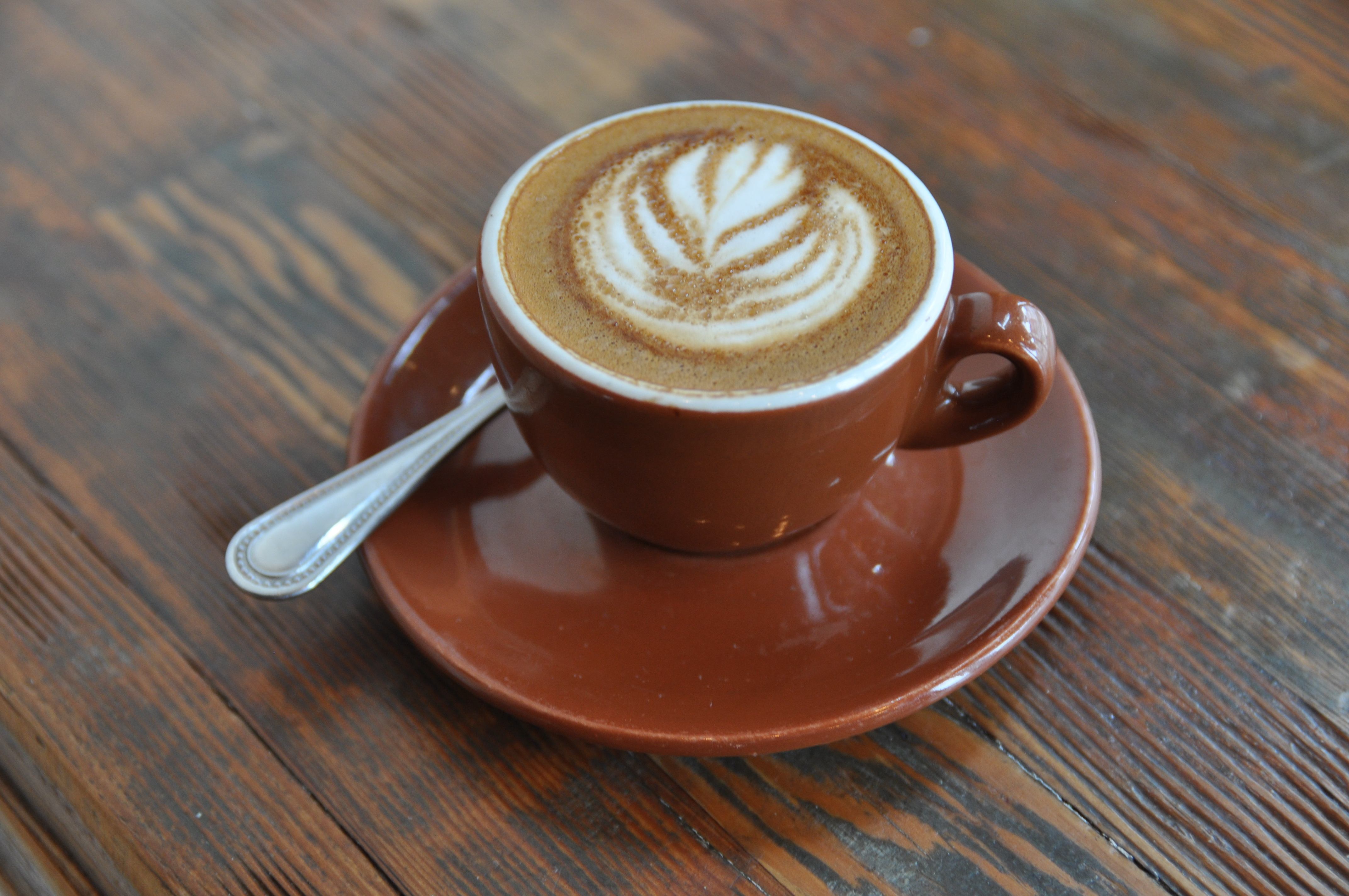
Caffè macchiato decorato

La latte art o coffee art è una tecnica per decorare un caffè o un cappuccino creando motivi particolari tramite la modellazione del latte montato.

## Storia
La latte art risulta inventata negli anni ottanta dalla Espresso Vivace di Seattle, negli Stati Uniti, e popolarizzata dal suo co-fondatore David Schomer. Sono anche stati rintracciati dei pionieri della tecnica nel Nord Italia, tra cui Luigi Lupi.
Stando a una ricerca della Foresight Factory, il numero degli stati su Instagram dedicati ai caffè "fotogenici", sarebbe aumentata del 4,500% dal 2015 al 2017.
La latte art viene praticata professionalmente e ad essa vengono dedicati dei campionati.